# 宮本啓丞
宮本 啓丞（みやもと けいすけ、1971年4月17日 - ）は、KBC九州朝日放送のアナウンサー。福岡県福岡市出身。別名『ゲバ男』（げばおとこ、「ナカジー・けいすけのゲバゲバサタデー」にて命名）・「ぶーちゃん」（宮本が太っているので中島浩二が多用）・「みやもってぃ」（本人曰く近藤鉄太郎に呼ばれるらしい）。バラエティ番組などでは宮本けいすけ名義・バラエティ番組以外でも2002年10月から宮本啓丞名義を使用。

## 略歴
福岡市立那珂中学校、福岡県立筑紫高等学校、学習院大学を卒業して1997年に入社。同期に高島宗一郎（第35代福岡市長）・田崎日加理（現在フリー）。
数々のラジオ・テレビ番組にて経験を積んで2000年、当時アナウンス部所属の和田安生と共に、KBCラジオ「びっくり!パワーシャベル」の司会に。この番組は2001年度日本民間放送連盟賞ラジオ生ワイド部門優秀賞を受賞。
1998年2月から1999年3月まで、KBCテレビ『ドォーモ』のリポーターとして出演。当時、この番組のリポーターとしてデビューした岡本啓は同期。
2003年 テレビ朝日系列のドキュメンタリー番組テレメンタリーのナレーションで、第2回ANNアナウンサー賞原稿のあるもの部門 優秀賞を受賞している。
長らく『ドォーモ』の顔だった先輩の武内裕之、契約期間満了で2010年3月に退職した宮島咲良、武内の後任・細谷めぐみとは不思議なカルテットを構成しており、2009年度のそれぞれの日記には、4人の親密ぶりを示す内容が度々記載されていた。また、同期の高島が福岡市長選出馬のための急遽退職を受け地上デジタル放送推進大使職を引き継ぎCM出演、細谷とともにアナログ放送終了に向けた啓発活動を行うこととなる。
2010年に福岡市長選挙に出馬した高島宗一郎の後を受けて『アサデス。』のメインキャスターを務めている。なお「アサデス。」メインキャスター就任理由については「当時1番レギュラー番組がなく暇だったアナウンサーがたまたま私だった」というものだと2022年4月19日のアサデス。アプリのアフタートークにて語っている。ただし、高島が市長選に出るにあたっては相談も受けていたという。
2021年4月より、KBCテレビのオープニング・クロージングのナレーションを務めている。通常のコールサインや局名のあとに視聴者に呼びかけるようなナレーションが入っているが、これは収録当時の宮本のアドリブ。『アサデス。ラジオ（アーリー）』で語ったところでは、スタッフから「視聴者に呼びかけるような一言をください。」といわれたため。

## 現在の出演番組
テレビ
- アサデス。KBC（月曜 - 木曜）
- 走れ!山笠（毎年7月15日早朝、リポーター）
- 前川清の笑顔まんてんタビ好キ - 前川たちが訪問した場所を紹介するナレーション（12:30頃）。[2]
- KBCテレビ　オープニング・クロージング（2021年4月 - ）
- KBCニュース（不定期。局側の事情による出演）

ラジオ
- オールナイトKBC・マントル宮本の××祭りだよ!カーニバロー! - 月1回
- アサデス。ラジオ - （8時45分頃のコーナーに出演。2021年度はアーリー(月・水・金曜日)のパーソナリティを担当。）

## 過去の出演番組
テレビ
- 夜はスッポン
- ニュースキッチン
- スーパーJチャンネル九州・沖縄（リリーフ）
- KBCニュースピア（同上）
- ドォーモ（団地マニア企画及び木曜ドォーモ・コーナーナレーション）
- 羽鳥×宮本 福岡好いとぉ
- アサデス。九州・山口

ラジオ
- びっくり!パワーシャベル
- ナカジー・けいすけのゲバゲバサタデー
- KBC 今週のポピュラーベスト10
- アサデス。ラジオ（アーリー） - 月・水・金

## 映画
- 映画ドラえもん のび太のひみつ道具博物館（2013年） - 警官・作業員役（声の出演）